# Estados de Bretaña

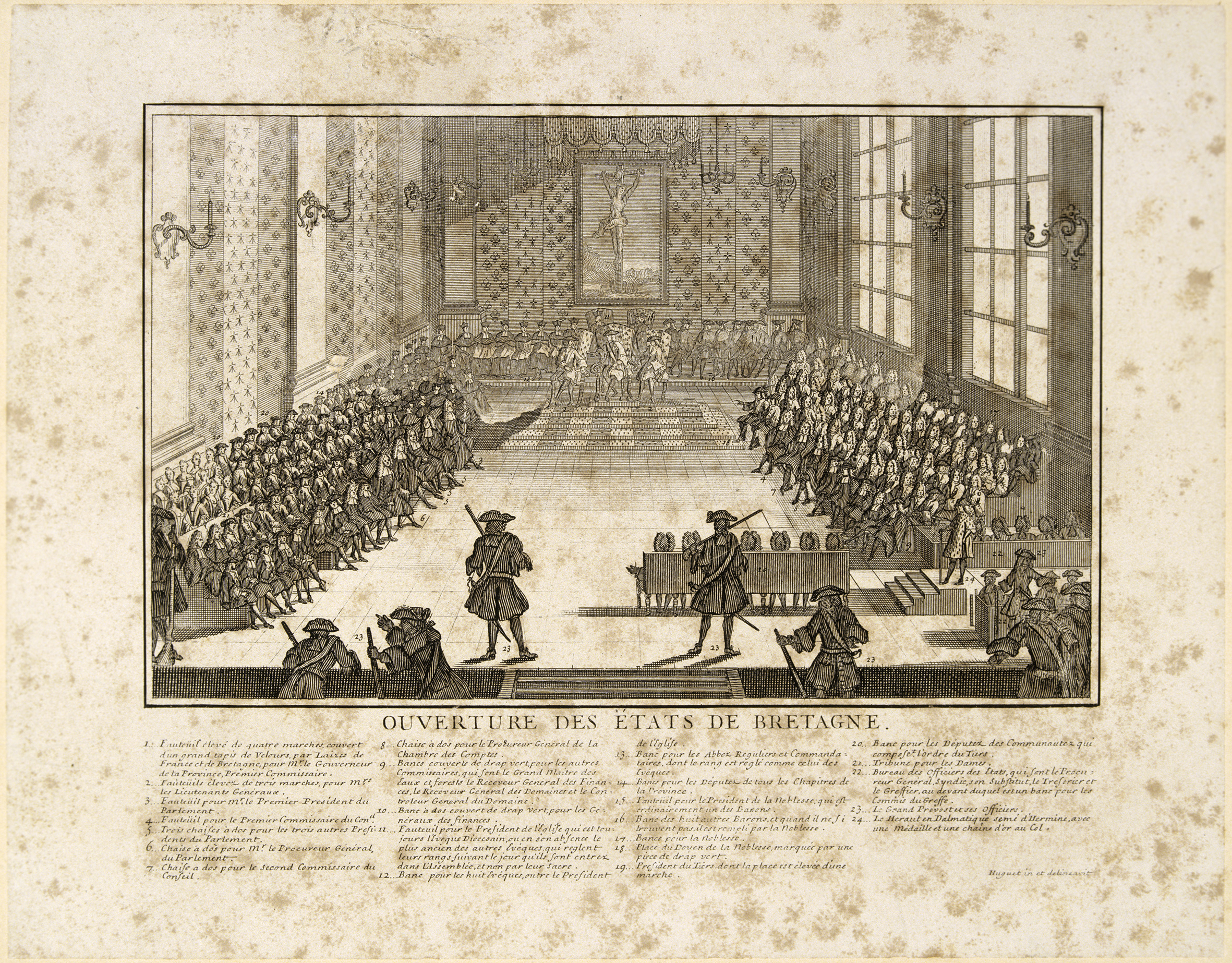
Apertura de los Estados de Bretaña, grabado de Christophe-Paul de Robien circa 1756.

Los Estados de Bretaña eran las cortes de la provincia de Bretaña, en Francia. Tenían principalmente competencias financieras para establecer el importe de los impuestos, su base imponible, su repartición y su cobro. El hecho de que Bretaña en el Antiguo Régimen conservara sus cortes después de su integración en la corona de Francia en 1532 la convertía en «País de estados» (Pays d'états), frente a los «países de elección» y los «países de imposición». Herederos de antiguas instituciones ducales, los Estados de Bretaña adoptaron este nombre a principios del siglo XV y se reunieron hasta su abolición por la Asamblea Nacional Constituyente en 1789, al inicio de la Revolución francesa.
La base histórica de esta institución reside en el hecho de que los bretones, al igual que otras provincias francesas con estatuto de «País de estados» como el Languedoc, Provenza, el Delfinado o Borgoña, eran considerados «pueblos libres» y que la Corona francesa no podía imponerles ninguna contribución económica sin el consentimiento de sus representantes.
Los Estados provinciales de Bretaña se conformaban de representantes de la nobleza, del clero y del Tercer Estado de la provincia, y de representantes del poder real. Comportaban un número fijo de escaños para los titulares de los grandes señoríos eclesiásticos (en particular los obispados) y para los representantes de las 42 ciudades bretonas (un diputado por ciudad) que tenían una corte superior de justicia. Los efectivos de la nobleza –en representación de las baronías, feudos jerárquicamente superiores en el ducado de Bretaña— no estaban limitados y llegaron a contar hasta 500 y 700 diputados a lo largo del siglo XVIII, cuando el clero y el Tercer Estado solo contaban algunas decenas de miembros electos.
Los Estados y el Parlamento de Bretaña tenían funciones distintas pero se asociaron en muchas ocasiones, sobre todo en el último tercio del siglo XVII y en el siglo XVIII, para limitar el poder real enfrentándose a las acciones de los representantes (comisarios) de la corona, sobre todo de su intendente.